# تورنهیل، دامفریس و گالووی
تورنهیل (به انگلیسی: Thornhill) یک شهرک در اسکاتلند است که در دامفریس و گالووی واقع شده‌است. تورنهیل ۱٬۵۱۲ نفر جمعیت دارد.